# Каугурське повстання
«Каугурське повстання» (латис. Kaugurieši) — радянський художній фільм режисера Волдемара Пуце. Знятий на Ризькій кіностудії та випущений в 1941 році за романом Карліса Заріньша «Каугурці», заснованому на реальних подіях початку XIX століття і іменованих в латвійській історіографії Каугурським повстанням. Перший повнометражний ігровий фільм знятий на Ризькій кіностудії, прем'єра якого відбулася в травні 1941 року.

## Сюжет
Дія фільму відбувається в 1802 році. Причиною невдоволення селян стало бажання остзейських поміщиків посилити подушні податки, скориставшись рішенням уряду про скасування натурального податку. Деякі господарі хуторів демонстративно відмовлялися посилати своїх наймитів на роботу в маєток. Через деякий час, за підтримки армійських підрозділів, були арештовані організатори заворушень. На одному зі стихійних зборів, в переповненій селянами корчмі, слуги з маєтку Муяни були сповнені рішучості застосувати силу для звільнення земляків. На заклик з'явилися кілька тисяч озброєних палицями та кийками селян. Після зіткнення з військами, повсталі, під безперервним рушничним і гарматним вогнем, були змушені відступити в найближчий ліс. Надії влади на швидке придушення повстання зазнали краху. Селяни довго залишалися в укритті і, тільки після прибуття підкріплення, почалися масові арешти і побиття. Проведений незабаром дворянський суд засудив призвідників на довічну каторгу і заслання в Сибір.

## У ролях
- Микола Краукліс — Петеріс
- Алма Абеле — дружина Петеріса
- І. Мієркалнс — син Петеріса
- І. Варпа — Лієніте
- Мірдза Горнієце — Ілзе
- Карп Клетнієкс — Яніс
- М. Кайва — Мара
- Херберт Зоммер — граф Менгден
- Дзідра Каркліня-Кронберга — графиня Маргарита
- К. Квепс — Зунте
- Петеріс Васараудзіс — Теніс
- Мілда Клетнієце — Кача
- Лілія Еріка — пані Мека
- Жаніс Катлапс — Гедертс
- Аугуст Мітревіц — Карліс
- А. Штейнберга — Майя
- К. Пенте — барон
- Юлія Скайдріте — баронеса
- А. Стубавс — Штільтеріс
- І. Рімша — Марціс
- Ансіс Кронбергс — Ансіс
- Едуардс Емсіньш — Густс
- А. Вілкс — Мітеліс
- О. Штенбере-Старка — дружина Мітеліса
- Атіс Краукліс — Ансіс
- Луйс Шмітс — Ломер
- Роман Сута — священик
- Карліс Себріс — епізод
- Аугуст Мітревіцс — епізод
- Волдемар Шварц — епізод

## Знімальна група
- Автор сценарію і режисер-постановник: Волдемар Пуце
- Оператор-постановник: Волдемар Упітіс
- Композитор: Бруно Скулте
- Художник-постановник: Роман Сута
- Звукооператор: Вілмарс Зіле
- Режисер: Ансіс Тіпанс
- Оператори: Лаймонс Гайгалс, Яніс Валтенбергс
- Художник по костюмам: Ейженс Коновс
- Художник-гример: Карліс Тілгайліс
- Асистент режисера: Паулс Перерсонс
- Директор: Харалдс Ханс